# NSDAP/AO

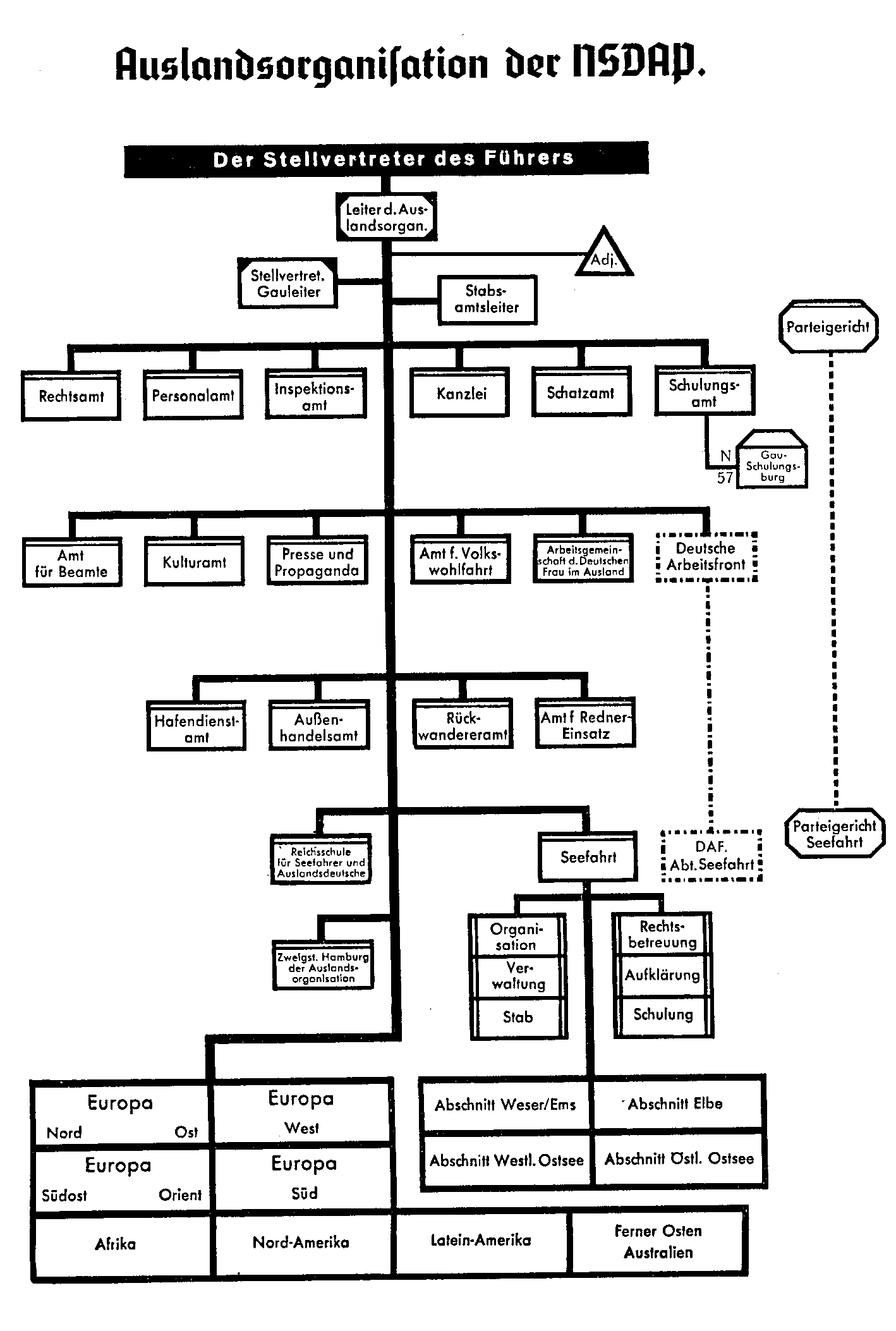
Schemat struktury NSDAP/AO

NSDAP/AO – zagraniczny oddział Narodowosocjalistycznej Niemieckiej Partii Robotników (NSDAP). AO jest skrótem od niemieckiego Auslands-Organisation (organizacja zagraniczna).
Członkowie nazistowskiej partii, którzy mieszkali poza granicami III Rzeszy zebrali się w specjalnym oddziale NSDAP/AO. Jej członkami mogli zostać tylko faktyczni obywatele Rzeszy posiadający niemiecki paszport. Osoby niemieckiego pochodzenia, tak zwani etniczni Niemcy (Volksdeutsche), którzy posiadali obywatelstwo kraju, w którym mieszkali nie mogli do niej wstępować.

## Historia
1 maja 1931 z inicjatywy Gregora Strassera powstał nowy odłam partii (Auslands-Organisation) na czele którego stanął doktor Hans Nieland. Ale ustąpił z tej funkcji już 8 maja 1933 ponieważ został szefem policji w Hamburgu, a później członkiem prowincjonalnego rządu. Na nowego kierownika AO został wybrany Ernst Wilhelm Bohle. Zanim powstało AO, partyjni członkowie już w 1928 zaczęli tworzyć pierwsze grupy w Paragwaju i Brazylii. Podobne stowarzyszenia powstały w 1930 w Szwajcarii i w Stanach Zjednoczonych. Grupy te oficjalnie zostały uznane przez NSDAP dopiero po powstaniu AO. Od 1932 do zakazania w 1934 w Związku Południowej Afryki istniał, cieszący się dużą popularnością narodowy komitet, który utrzymywał liczne biura w byłej niemieckiej kolonii, Namibii. Miejscowe grupy NSDAP (Ortsgruppen) składały się z 25 członków, a najmniejsze (Stützpunkte) z pięciu lub więcej osób. Ponadto, duże lokalne grupy mogły dzielić się na bloki (Blöcke).
Corocznie urządzano także zjazdy, podobne do tych z Norymbergi, na które przybywali członkowie AO z całego świata, w tym także z Polski. Choć miały mniejszy rozmach to uczestniczyło w nich tysiące osób, odbywały się wielkie parady, a przemowy wygłaszali wysocy rangą przywódcy Rzeszy.

## Cele i zasady
Głównymi zadaniami NSDAP/AO było organizowanie ideologicznych szkoleń i dbanie o jednolite, charakterystyczne mundury dla wszystkich członków partii. Zadania te zostały wyznaczone wszystkim jednostkom NSDAP i członkom organizacji z nią stowarzyszonych mieszkających za granicą. Ludzie ci musieli być wychowani w filozofii, ideologii i politycznym programie NSDAP. AO nie było piątą kolumną, dlatego posiadało własne zasady:
- „Przestrzegaj prawa kraju, w którym jesteś gościem”.
- „Politykę wewnętrzną kraju, w którym jesteś gościem, zostaw jego obywatelom; nie mieszaj się do tych spraw, nawet podczas rozmowy”.
- „Zawsze i w każdej sytuacji identyfikuj się jako członek NSDAP”.
- „Zawsze mów i działaj w imieniu ruchu NSDAP, w ten sposób zaszczycisz nowe Niemcy. Bądź uczciwy, honorowy, nieustraszony i lojalny”.

Te i inne zasady powstały, by wzbudzić uczucie sympatii do Niemców i Niemiec w ogóle. Pobocznym celem było przekonanie obcokrajowców, że NSDAP jest najlepszym wyborem dla Niemiec, a w rezultacie i dla reszty świata.